# Lachsack
Der Lachsack ist ein Scherzartikel in Form eines kleinen Säckchens, das auf Knopfdruck die Tonaufnahme herzhaften Gelächters abspielt. Er wurde 1968 von Walter Thiele erfunden, der eine ganze Reihe weiterer Erfindungen zum Patent anmeldete. 

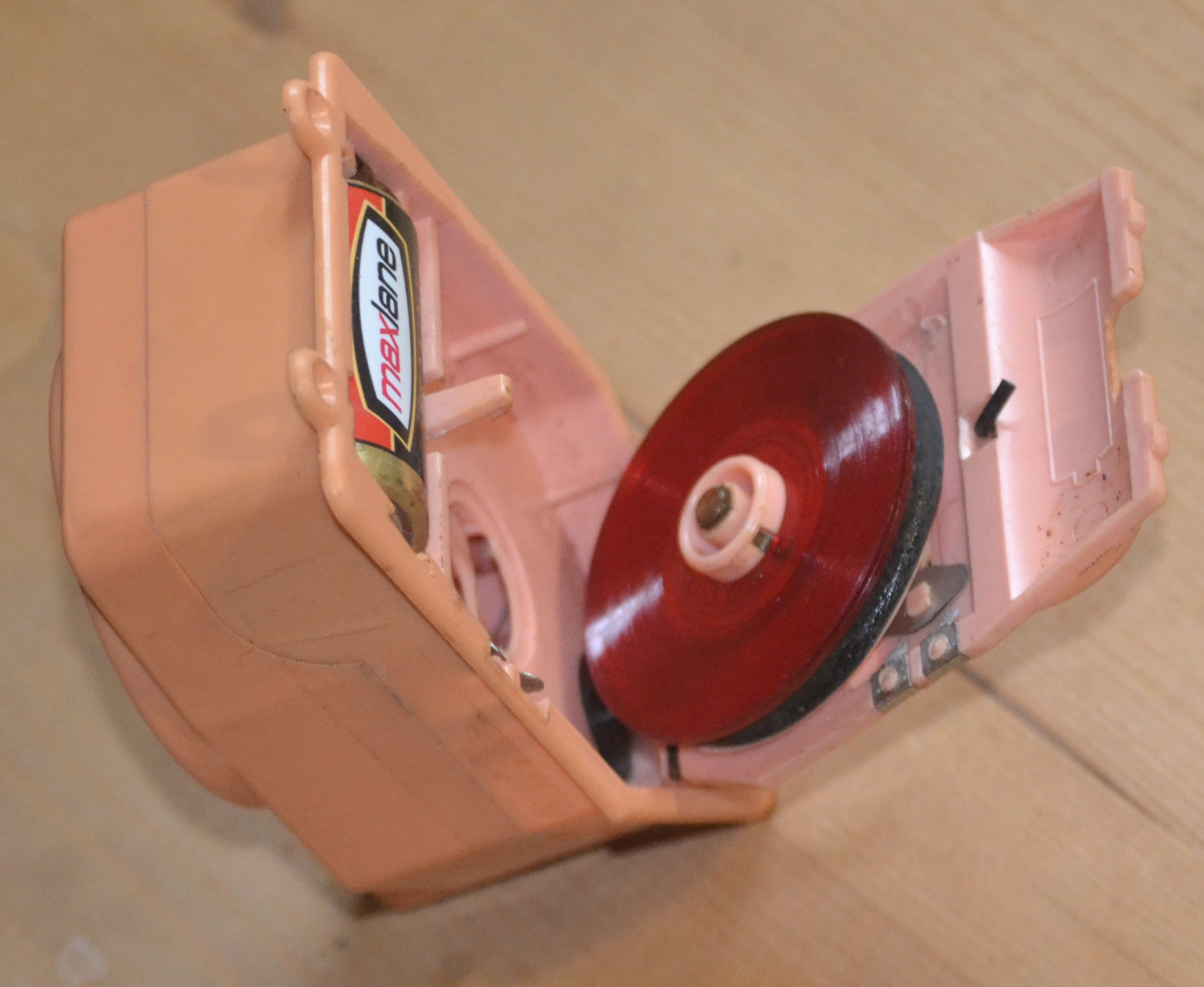
Geöffnete Elektromechanik eines Lachsackes, rot die Schallplatte

Der Ursprung des Lachsacks war laut Thiele eine „lachende Socke“, in die er einen mit Batterie betriebenen Mini-Plattenspieler mit dem Gekrächze von Papageien eingebaut hatte. Der Lachsack war dann die verbesserte Version.
Elektromechanische Lachsäcke haben wesentliche Eigenschaften eines Grammophones mit elektrischem Antrieb, allerdings wird Tiefenschrift verwendet:
- Riemenantrieb mit Gleichstrommotor
- Abtaster mit Stahlnadel und Membrane zur Schallabstrahlung
- Auslaufrille/Endabschaltung

Der Start des Gerätes erfolgt durch Abheben der Nadel, die dann mittels einer Feder wieder zum Anfang gelangt.
Für die Aufnahme des Gelächters veranstaltete Thiele einen Wettbewerb mit Kandidaten, die besonders ansteckend lachen konnten, eine Art Casting. Der Sieger war ein Finanzbeamter aus Nürnberg, dessen Lachen aufgezeichnet wurde. Er erhielt dafür laut Thiele ein Honorar von 1000 D-Mark. Ursprünglich war der Lachsack in der Regel hellbraun wie Jute, der Plattenspieler darin fleischfarben.
Der Lachsack wurde auch im Jahre 2020 angeboten. Neuere Lachsäcke sind jedoch meist kleiner und funktionieren vollelektronisch mit digitaler Speicherung des Audiosignales.